# 바이올렛 제솝

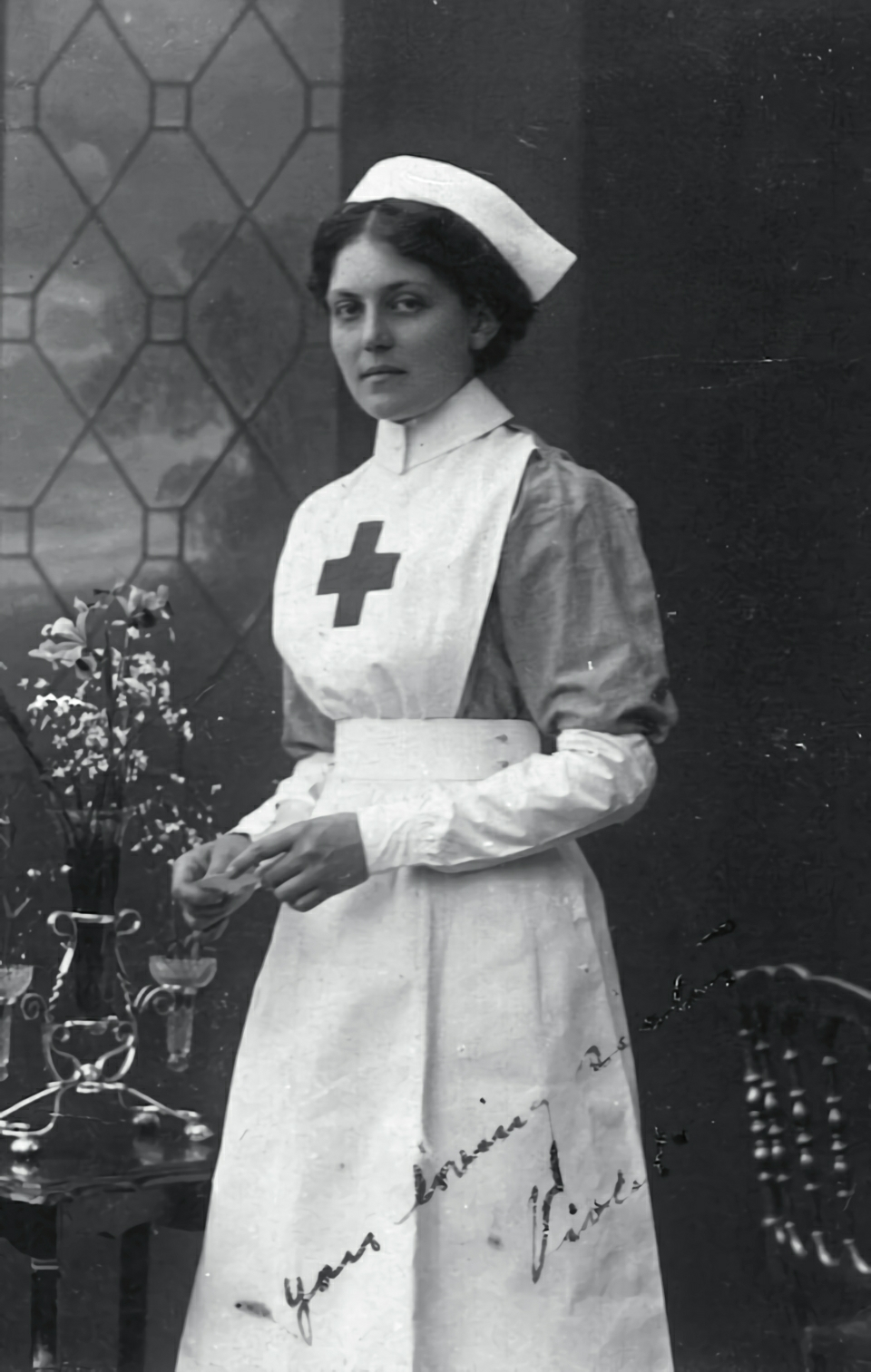
바이올렛 제솝

바이올렛 콘스턴스 제솝(영어: Violet Constance Jessop, 1887년 10월 2일 ~ 1971년 5월 5일)은 20세기 초 아르헨티나의 원양 정기선 스튜어디스이자 간호사였다. 제솝은 1912년 RMS 타이타닉 침몰과 1916년 그녀의 자매선인 HMHS 브리타닉 침몰에서 모두 살아남은 것으로 가장 잘 알려져 있을 뿐만 아니라 1911년 영국의 전함 HMS 호크와 충돌했을 때 세 자매선 중 가장 큰 배인 RMS 올림픽에 탑승한 것으로 유명하다.